# 小出有重
小出 有重（こいで ありしげ）は、和泉陶器藩の第3代藩主。陶器藩（秀家系）小出家4代。

## 生涯
寛永13年（1636年）、第2代藩主・小出有棟の長男として和泉で生まれる。寛文8年（1668年）11月3日、父の死去により跡を継いだ。
明暦4年（1657年）3月15日に御目見、寛文8年（1668年）11月3日に遺領を継ぎ、寛文8年（1668年）12月27日に従五位下・大隅守に叙任。
寛文9年（1669年）から寛文10年（1670年）に駿府加番を命じられる。延宝4年（1676年）および天和2年（1682年）に年頭勅使の江戸参向にあたり新院使の饗応役、貞享5年（1688年）には本院使の饗応役を務める。
元禄4年（1691年）7月26日から元禄5年（1692年）5月9日まで半井卜仙瑞慶を預けられる。
元禄6年（1693年）5月23日に病により死去した。享年58。跡を次男の重興が継いだ。